# Chiesa di Santa Maria degli Angeli (Ravenna)
La chiesa di Santa Maria degli Angeli è un luogo di culto cattolico del centro di Ravenna, situata in via Oberdan 6, sede dell'omonima rettoria rientrante all'interno del territorio della parrocchia di San Giovanni in Fonte.

## Storia
La chiesa di Santa Maria degli Angeli sorge nei pressi della più antica basilica di Sant'Andrea Maggiore, risalente al VI secolo e demolita all'inizio del XIX, della quale rimangono alcuni resti all'interno del perimetro del convento annesso alla chiesa attuale e nelle abitazioni ad esso adiacenti.
Nel 1891, ebbe inizio la costruzione in quell'area di un convento dell'Ordine dei frati minori cappuccini, con chiesa dedicata a Santa Maria degli Angeli, su progetto di padre Fiorenzo Ceccarelli; il complesso venne terminato nel 1894.
Il luogo di culto, tuttavia, non venne consacrato che il 19 novembre 1994 dall'arcivescovo di Ravenna-Cervia Luigi Amaducci, al termine di un lavoro di ristrutturazione interna dell'edificio.

## Descrizione
La chiesa di Santa Maria degli Angeli è preceduta da un sagrato delimitato da una cancellata, all'interno del quale si trovano due statue: a destra la Deposizione di Gesù nel sepolcro in terracotta e a sinistra San Pio da Pietrelcina in bronzo. La facciata, a capanna, è in un sobrio stile neoclassico e, nella parte superiore, terminante con un semplice timpano triangolare, è caratterizzata dalla presenza di tre finestre ad arco a tutto sesto; in quella superiore, invece, è preceduta da un portico a sette arcate poggianti su pilastri, la cui ultima arcata di destra custodisce il gruppo scultoreo San Francesco che adora Gesù Bambino inserito all'interno di una finta grotta; centralmente, invece, trovano luogo il portale, sormontato dallo stemma in mosaico dell'Ordine francescano, e due lapidi, che ricordano rispettivamente l'apertura del convento nel 1894 ad opera del cardinale Sebastiano Galeati (a sinistra) e la consacrazione della chiesa nel 1994 (a destra).

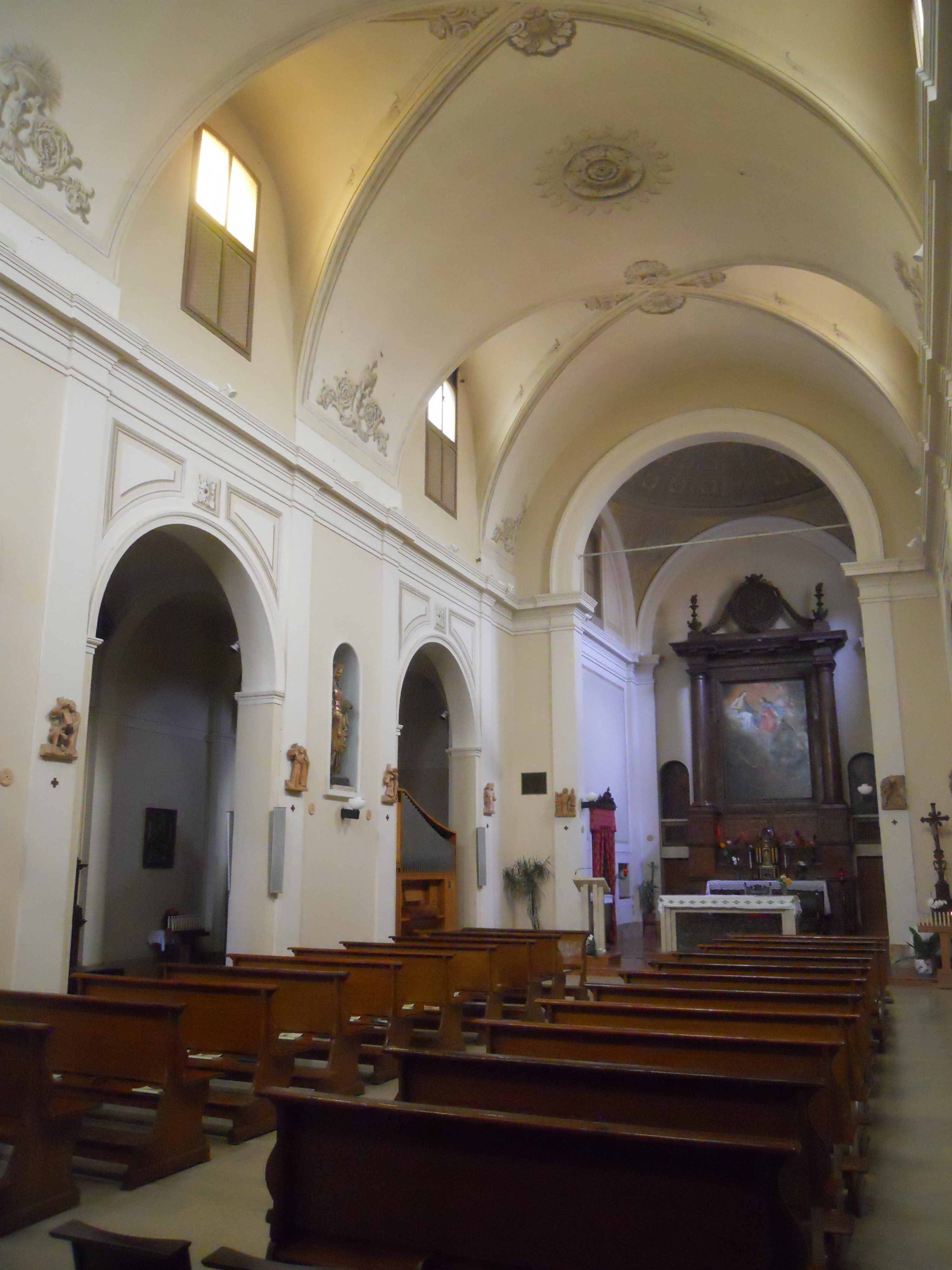
Interno

L'interno della chiesa, in un semplice stile barocco, è a tre navate, quella centrale coperta con volta a botte lunettata e le due laterali con volta a vela; queste ultime si compongono di tre campate, unite fra di loro da ampi passaggi voltati a botte, ciascuna delle quali dà sulla navata centrale con un arco a tutto sesto; ogni campata, inoltre, ospita un altare ligneo: il primo di destra è sormontato da una tela raffigurante il Martirio di un santo francescano ed ospita, sotto la mensa, dei reliquiari; segue l'altare della Madonna miracolosa, raffigurata in una statua policroma; il terzo altare è sormontato da una pala raffigurante la Madonna col Bambino; il primo altare di sinistra è invece dedicato a Sant'Antonio di Padova e il secondo a San Francesco d'Assisi, entrambi raffigurati in una statua policroma posta al centro dell'ancona del relativo altare; il terzo è dedicato al Sacro Cuore di Gesù, anch'esso con statua. La navata centrale termina con un'abside quadrangolare, a ridosso della cui parete di fondo vi è il pregevole altare maggiore ligneo con tabernacolo, sormontato da una pala con Maria che intercede presso Gesù risorto, con ai lati i due dipinti San Pietro (a destra) e San Paolo (a sinistra). La volta dell'ambiente è a vela, con una finta cupoletta dipinta a cassettoni.
Fino al 2013 è stato presente, sotto l'arcata tra la terza campata della navata laterale di sinistra e la navata centrale, l'organo a canne Gianni Ferraresi opus XXIII, costruito nel 1986 per una casa privata di Parma e ampliato da Michelotto in occasione dell'installazione dello strumento nella chiesa (2006).